# Slag om Brussel (1789)
De Slag om Brussel op 11-12 december 1789 was een veldslag tussen het leger van de Oostenrijkse Nederlanden en Belgische rebellen tijdens de Brabantse Omwenteling.

## Context
Op 24 november 1789 stak generaal Jan Andries vander Mersch de grens van de Oostenrijkse Nederlanden over in Hoogstraten. Hierdoor startte de Brabantse Omwenteling. Op de 27e versloeg hij het regeringsleger bij Turnhout. In november namen ze Gent in en kwam Henegouwen in opstand. Eind november stak Vander Mersch de grens terug over en versloeg hij de Oostenrijkse troepen bij Diest, Tienen en Zoutleeuw.
Tegen eind november had het Patriottenleger belangrijke forten bij Gent en Diest ingenomen. Ze rukten op Namen en delen van Henegouwen. 
Van der Mersch daarentegen had geen vertrouwen in het vermogen van zijn troepen om het Oostenrijkse leger in een open gevecht te verslaan.
Op 2 december ondertekenden Van der Mersch en Richard d'Alton de wapenstilstand van Horsmael, een tiendaagse wapenstilstand. Dit gaf tijd voor het Comité van Breda om een wapenstilstand van twee maanden goed te keuren.

## De veldslag
Op 10 december ontstonden er grote protesten en rellen in Sint-Goedele. Op dezelfde dag deserteerden meerdere eenheden uit het garnizoen van Brussel, de meesten Brabanders, en begonnen wapens aan de lokale bevolking uit te delen.
De volgende dag werden de restanten van de Oostenrijkse troepen onder vuur genomen. In de straten werd er hevig gevochten. De slag kan omschreven worden als pure chaos. Het leger moest zich terugtrekken in het Warandepark.
Op 12 december beval Richard d'Alton de troepen om zich uit de stad terug te trekken. Ze lieten hun artillerie, munitie en regimentskas achter.

## Gevolg
De Oostenrijkse troepen trokken zich terug naar Luxemburg om te hergroeperen, en naar de citadel van Antwerpen waar ze belegerd werden. Onderweg werden de troepen die naar Luxemburg trokken onder vuur genomen door boze boeren. De Oostenrijkse keizer Jozef II was woedend. In februari, toen hij op zijn sterfbed lag, zei hij:
"Jouw land heeft mij verwoest: de val van Gent was mijn lijdensweg en het verlaten van Brussel was mijn dood."
Elke Belgische provincie die deel uitmaakte van de Oostenrijkse Nederlanden, buiten Luxemburg, was bevrijd. In januari 1790 werden de Verenigde Nederlandse Staten opgericht.